# 聖安托尼奧德卡奇區

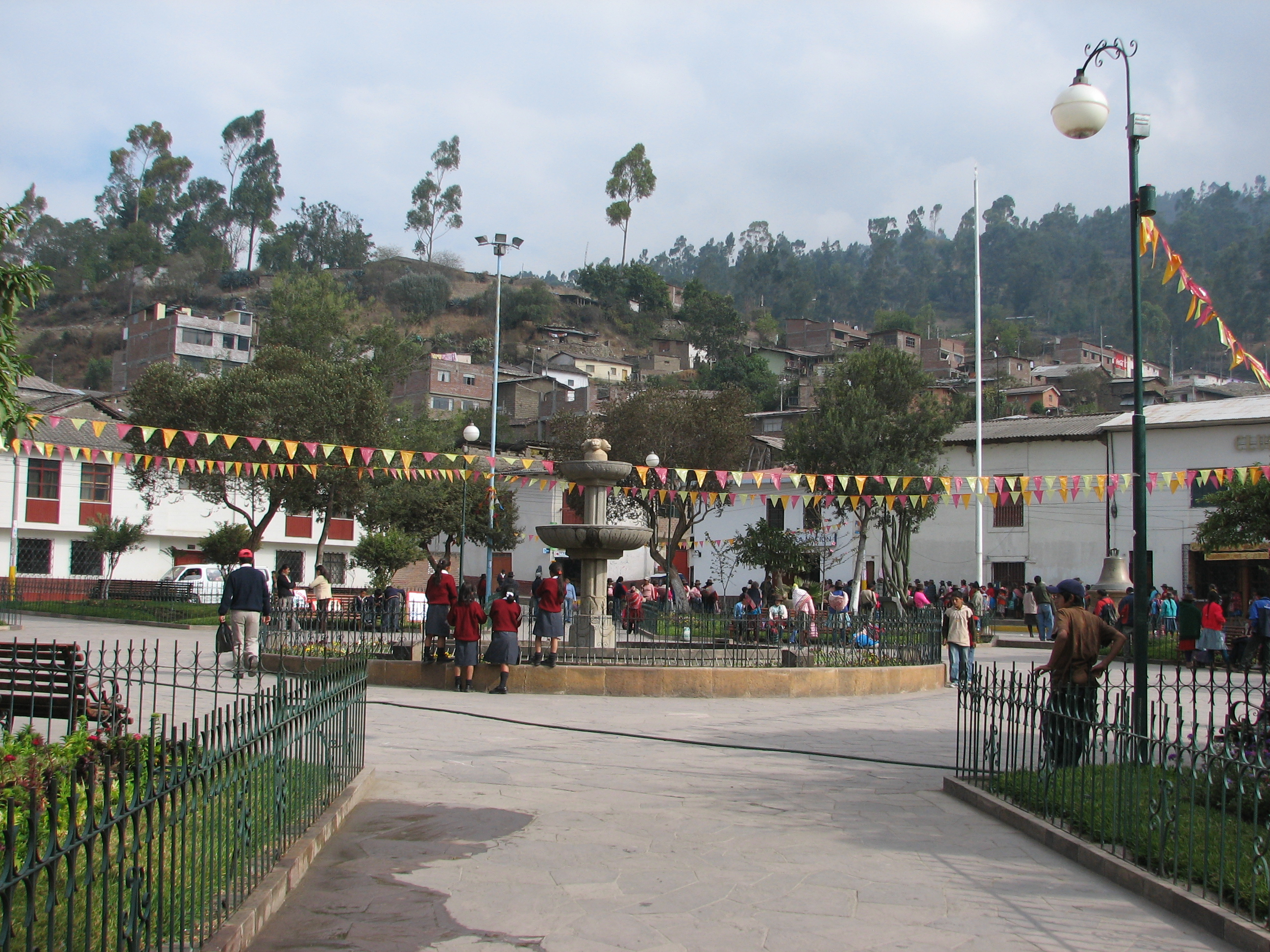
安达韦拉斯中央广场

13°46′30″S 73°36′14″W / 13.77500°S 73.60389°W
聖安托尼奧德卡奇區（西班牙語：Distrito de San Antonio de Cachi），是秘魯的一個區，位於該國南部阿普里馬克大區的安達韋拉斯省，始建於1936年6月8日，面積178.8平方公里，海拔高度3,250米，2005年人口3,547，人口密度每平方公里20人。